# أشرف الأسلام (جرغلان)
أشرف الأسلام (بالفارسية: اشرف‌الاسلام) هي مستوطنة تقع في إيران في قسم جرغلان الريفي. يقدر عدد سكانها بـ 556 نسمة بحسب إحصاء 2016.